# ماك شنايدر
ماك شنايدر (بالإنجليزية: Mac Schneider)‏ هو محامي وسياسي أمريكي، ولد في 27 مارس 1979 في فارغو في الولايات المتحدة. حزبياً، نشط في الحزب الديمقراطي. وقد انتخب عضو مجلس ولاية داكوتا الشمالية.

## وصلات خارجية
- الموقع الرسمي